# Foreldreaksjonen mot samnorsk
Foreldreaksjonen mot samnorsk blev organiseret af Riksmålsforbundet i 1951 for at modarbejde myndighedernes samnorskpolitik. De udgav blandt andet avisen Frisprog, som udkom to gange om måneden, med Margrethe Aamot Øverland og Sofie Helene Wigert som de første redaktører. De indsamlede næsten 400 000 underskrifter mod samnorsk. Foreldreaksjonen mot samnorsk siges at have været en af de centrale faktorer til at myndighederne opgav deres samnorskpolitik.[kilde mangler]